# 章光101
章光101（しょうこう・101　「毛髪再生精101（もうはつ・さいせいせい・101）」、「章光101毛髪再生精（しょうこう・101・もうはつさいせいせい）」とも）は、中華人民共和国のヘアーケアーの薬品メーカー・北京章光101集団公司が製造する発毛剤である。1974年発売。

## 商品の特性
中国の皮膚科の専門家・趙章光が開発・研究した発毛剤である。開発以来、数多くの脱毛症の人々に臨床テストを行い、1986年11月に中国政府から認可され、それ以後、医薬品の国際金賞を10回、中国の医薬品の最高権威の賞「神農杯」の最高賞・金賞を獲得するなどの表彰歴もある。日本でも1980年代に販売されマスコミが取り上げた。
中国国内では発毛剤以外に抜け毛防止シャンプー、毛染め剤などもシリーズ展開しており、2009年には約4億元を売り上げるなど、根強い人気を誇る。

## 容量
- 部分脱毛者　1日2-3回程度、1回につき3-5mlを塗布。目安は1ヶ月。一般的に3ヶ月程度塗布する
- 全体脱毛者　1日3-4回程度、1回につき5-7mlを塗布。目安は2ヶ月。一般的に3ヶ月程度塗布する

※いずれも、頭皮の禿げ上がった部分に規定分量を塗り、指で揉み解すように軽くマッサージをする。
- 飲用・内服禁止。アルコール肌過敏（アレルギー）の人には適さない